# Cyperus nigrofuscus
Cyperus nigrofuscus là loài thực vật có hoa trong họ Cói. Loài này được T.L.Dai mô tả khoa học đầu tiên năm 1961.